# منطقة دوبيوك
منطقة دوبيوك Dubuque area هي المنطقة العامة التي تشمل مدينةن دوبيوك في ولاية آيوا الأمريكية.
بلغ عدد السكان الرسمي في هذه المنطقة حوالي 92384 نسمة حسب تقديرات السكان لعام 2005. وعلى الرغم من أنه إذا تم تضمين المقاطعات غير الرسمية، فإن عدد سكان المنطقة يقترب من 190.000 نسمة. 
تقع منطقة دوبيوك في المنطقة الخالية من الانجراف. لم تتأثر هذه المنطقة بالأنهار الجليدية خلال العصر الجليدي الكبير الأخير. وتهيمن التلال والمنحدرات والوديان على المنطقة. وغالبًا ما تتم مقارنة تلال دوبيوك بتلك الموجودة في سان فرانسيسكو.  ويفصل نهر المسيسيبي ولاية أيوا عن ويسكونسن وإلينوي، على الرغم من أنه يمكن الوصول إلى الولايتين عن طريق جسرين.  

## النمو
لقد أعاقت المناطق الواقعة غرب دوبيوك النمو والتوسع والتسويق بشكل كبير في العقدين الماضيين. ومع وسائل الوصول السريع إلى دوبيوك عبر طريق الولايات المتحدة 20، فقد توسعت مدن مثل أسبوري وبيوستا وإبوورث.

## المدن الكبرى
- دوبيوك: دوبيوك هي المدينة الرئيسية في منطقة دوبيوك الحضرية. وتقع عند تقاطع أربعة طرق سريعة رئيسية وخطي سكك حديدية رئيسيين. موقعها على طول النهر جعل المدينة مركزًا رئيسيًا في الغرب الأوسط. يقع وسط مدينة دوبيوك أسفل منحدر، بينما يقع وسط وغرب دوبيوك على قمة هضبة تضم العديد والعديد من التلال. ينافس نظام الرعاية الصحية في دوبيوك نظام المدن الأخرى في الولاية، وتم تصنيف نظام مدارس دوبيوك ضمن أفضل 50 نظامًا في البلاد. واحتلت دوبيوك المرتبة الأولى في أفضل 100 مجتمع للشباب، والمرتبة 15 في أفضل الأماكن لتصنيف الأعمال، والمرتبة 22 على مستوى الدولة، بين أي مدينة من حيث نمو الوظائف. [5]

- بلاتفيل: بلاتفيل هي أكبر مدينة في مقاطعة غرانت، وجنوب غرب ولاية ويسكونسن. تقع بها جامعة ويسكونسن بلاتفيل (UWP).
- غالينا: تشتهر مدينة غالينا بالغرب الأوسط بكونها مدينة جذابة تقع في وسط أمريكا وتضم متاجر ومئات المتاجر على طول الشارع الرئيسي. وتشمل بعض المحلات التجارية محلات أثاث والعديد من محلات الحلوى ووجبات إفطار متعددة وعشرات الحانات والعديد من محلات بيع الهدايا أيضًا. وتقع المدينة على طول نهر بلوم الذي يمتد إلى هانوفر بولاية إلينوي وخارجها. ويتراوح عدد سكانها بين 3500 و4000 نسمة، مما يجعلها بسهولة أكبر مدينة في مقاطعة جو ديفييس، إلينوي .
- إيست دوبيوك: يبلغ عدد سكانها حوالي 1500 نسمة. يعمل معظم سكانها إما في غالينا أو دوبيوك.
- أسبوري: أسبوري هي إحدى الضواحي الرئيسية والحيوية في منطقة دوبيوك. قامت بتطوير مناطق تجارية ضخمة على طول الطريق الشرياني الشمالي الغربي، الطريق السريع 32 في دوبيوك. ومن المرجح أن تستمر أسبوري في النمو، وتصل إلى علامة 10000 نسمة في أقل من 15 عامًا. ويوجد منتجع للتزلج، في جبل صن داون، يقع على بعد ميلين غرب المدينة.